# Vaccinium rubescens
Vaccinium rubescens är en ljungväxtart som beskrevs av Rhui Cheng Fang. Vaccinium rubescens ingår i Blåbärssläktet, och familjen ljungväxter. Inga underarter finns listade i Catalogue of Life.